# Islamofobia

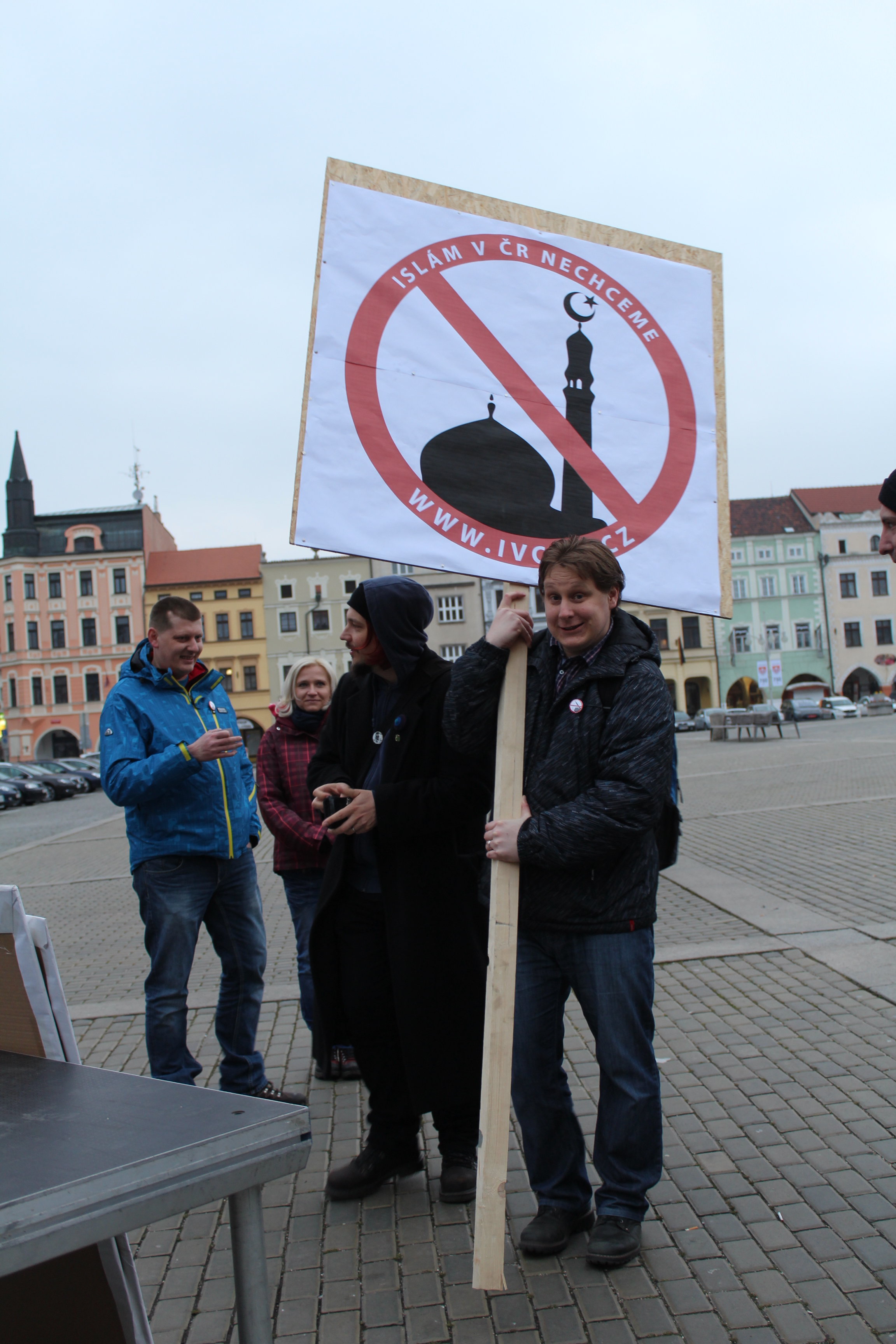
Hombre con un cartel donde se muestra una mezquita con el signo de prohibición, durante las protestas contra la llegada de refugiados del mundo islámico a České Budějovice, República Checa (2015).

Islamofobia (neologismo del inglés Islamophobia, compuesto por las raíces del árabe islām y del griego φόβος, phobos, aversión, rechazo, miedo o temor) es un sentimiento de miedo o rechazo hacia el islam, hacia los musulmanes y hacia la vestimenta islámica.
La gran mayoría de los ataques islamófobos ocurre en países que no son de mayoría musulmana.

## Aclaraciones sobre el término «islamofobia»
La palabra «islamofobia» se utiliza también en los siguientes contextos:
- Actos ofensivos y sentimientos negativos exclusivamente hacia la confesión islámica[4][5]
- En los países occidentales, la actitud xenófoba hacia los musulmanes en general y en particular hacia los ciudadanos de origen árabe o magrebí[6]

La idea de islamofobia se ha extendido particularmente entre sectores promusulmanes en paralelo con los cambios acaecidos en la sociedad mundial tras los atentados del 11-S (USA),11-M (España),15-N (Francia) y 7-O (Israel).  
Sin embargo, la islamofobia ya había sido definida unos años antes por la ONG británica Runnymede Trust en una obra considerada de referencia sobre el tema. Según esta definición clásica, ocho son las características que denotan la islamofobia:
1. La creencia de que el islam es un bloque monolítico, estático y refractario al cambio.
2. La creencia de que el islam es radicalmente distinto de otras religiones y culturas, con las que no comparte valores y/o influencias.
3. La consideración de que el islam es inferior a la cultura occidental: primitivo, irracional, bárbaro y sexista.
4. La idea de que el islam es, per se, violento y hostil, propenso al racismo y al choque de civilizaciones.
5. La idea de que en el islam la ideología política y la religión están íntimamente unidos.
6. El rechazo global a las críticas a Occidente formuladas desde ámbitos musulmanes.
7. La justificación de prácticas discriminatorias y excluyentes hacia los musulmanes.
8. La consideración de dicha hostilidad hacia los musulmanes como algo natural y habitual.

## El incremento de la islamofobia en Occidente

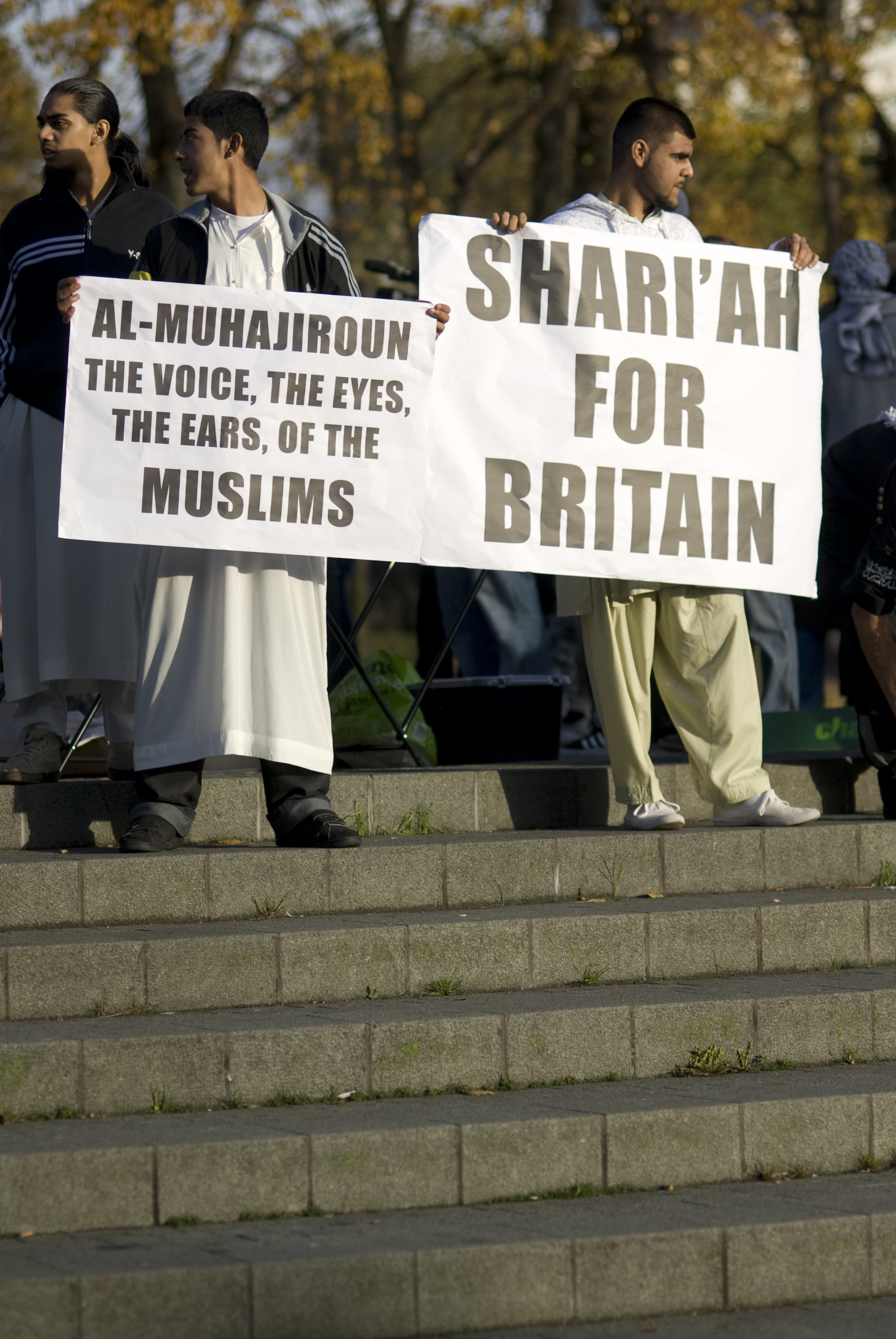
Musulmanes en Londres pidiendo la aplicación de la sharia (ley islámica) en el país.

Uno de los factores que ha incrementado la islamofobia, a juicio de sus proponentes, ha sido la serie de atentados terroristas en diversas partes del mundo reivindicados por el fundamentalismo islámico. Distintos estudios han mostrado que tras los atentados del 11 de septiembre (11-S) se ha producido, en algunas ocasiones, un incremento de las agresiones contra las comunidades árabes en el mundo occidental. En el caso de EE. UU., Human Rights Watch encontró que los delitos de odio dirigidos contra musulmanes se multiplicaron por 17 entre 2000 y 2001, concentrándose el aumento en los meses posteriores a los atentados del 11-S. En un estudio realizado por la Universidad de Leicester se narran acciones como "acusar a un ciudadano árabe de terrorista para que se baje de un autobús" o "lanzamientos de huevos contra estas personas". Los causantes de estas agresiones suelen ser personas que aducen argumentos como que "no les gusta el islam puesto que victimiza a las mujeres e impide la integración de los ciudadanos que lo profesan".
En este sentido, el periodista estadounidense Stephen Schwartz ha definido la islamofobia como:

"la condenación del conjunto del islam y su historia como extremista, negando la existencia de una mayoría islámica moderada y considerando el islam como un problema general para el mundo, tratando los problemas concernientes a los musulmanes como su propia culpa e incitando a la guerra contra el conjunto del islam".

Según el columnista deportivo neerlandés Simon Kuper, el tabú contra el odio al islam es más débil que los tabúes impuestos a otros tipos de racismo, fenómeno que se observa particularmente en los espectáculos deportivos, donde las muestras de hostilidad hacia grupos como los africanos y los judíos se fueron desplazando hacia los musulmanes.
Sin embargo, no ha sucedido así en otros casos: aunque SOS Racismo alertaba en su informe de 2004 del posible incremento de la islamofobia en España tras los atentados del 11-M en Madrid, reivindicados también por fundamentalistas islámicos, estos no condujeron a ningún acto de violencia contra musulmanes ni a ningún incremento apreciable de la islamofobia. Una posible explicación sería el hecho de que el partido en el gobierno intentó culpar a ETA de los atentados para ganar las elecciones. En el caso de los atentados del 11-S un estudio realizado por la Comisión Europea en mayo del 2002, el "Summary report on Islamophobia in the EU after 11 September 2001", afirmaba que sí se habían incrementado las agresiones a árabes en España tras estos atentados. Los mismos resultados obtuvo el informe anual de SOS Racismo.
Por otra parte, algunos autores dudan de que se esté produciendo incremento alguno de la islamofobia en Occidente. 
El escritor Kenan Malik sostiene que la aceptación de la existencia de la islamofobia está tan extendida que nadie se preocupa en comprobar si es cierta. El propio Malik puso en cuestión la idea de que la policía británica acosase a "la comunidad islámica entera" tras el 11-S.
Periodistas como Bruce Bawer perciben que, muy al contrario, lo que se está produciendo en algunos casos es un retroceso de las libertades en Europa con el pretexto de evitar la islamofobia, con actitudes tolerantes por parte de algunas "élites culturales" hacia el fundamentalismo islámico (por ejemplo, "escamoteando información sobre la violencia", los crímenes de honor, las mutilaciones sexuales, defendiendo el hiyab, etc.): «Europa, al apaciguar a una ideología totalitaria, está poniendo en peligro su propia libertad». Juicios como los sufridos por Oriana Fallaci o Michel Houellebecq por expresar sus ideas críticas sobre el islam ilustrarían, a juicio de Bauer, este retroceso de la libertad de expresión en nombre de la lucha contra la islamofobia.[cita requerida]

## Actuaciones islamofóbicas
Entre las actuaciones de discriminación o persecución contra los musulmanes están la prohibición en diversos contextos (entre ellos que puedan ocultar la identidad del eventual criminal que comete un delito, gracias a la vestimenta islámica) de vestiduras islámicas tales como el velo o el burka (a pesar de que se reconoce el derecho a la objeción de conciencia en otros asuntos) y la prohibición en Suiza de construir nuevos minaretes (lo que constituye una prohibición contra una religión concreta).

## Críticas al uso del término y neoislamofobía
El empleo del término y sus equivalentes en diferentes idiomas es objeto de crítica por considerar que es una fabricación para asimilar toda crítica al islam a una fobia, es decir, a una patología psiquiátrica o a un acto penalmente condenable. En opinión de estos críticos, se confunde la crítica al islam con la discriminación contra los musulmanes, silenciando de ese modo toda crítica de la religión, incluyendo la de aquellos musulmanes que quieren reformarla. En ese sentido, intelectuales como Salman Rushdie, Hirsi Ali y los firmantes del Manifiesto de los 12, han rechazado el uso del neologismo:

Rechazamos renunciar a nuestro espíritu crítico por miedo a ser acusados de "islamofobia", un concepto desafortunado que confunde la crítica del islam como religión con la estigmatización de sus creyentes.
Manifiesto de los Doce, publicado originalmente en francés

Según Daniel Pipes, el término islamofobia presenta varios problemas: 

En primer lugar, ¿qué constituye exactamente "miedo irracional al islam" hoy cuando la principal fuente de agresiones a no-musulmanes y musulmanes por igual, verbales y físicas, son en todo el mundo los musulmanes que actúan en nombre del islam? ¿Cuál es la cantidad exacta de miedo, se pregunta uno?... En segundo lugar, mientras que existe ciertamente el prejuicio contra los musulmanes, "islamofobia" combina engañosamente dos fenómenos distintos: el miedo al islam, y el miedo al islam radical... Finalmente, llamar islamófobos a musulmanes moderados (tales como Irshad Manji) traiciona la agresividad de este término. Como escribe Charles Moore en el Daily Telegraph, los musulmanes moderados, "asustados ante aquello en lo que los islamistas están convirtiendo su credo", son los que más temen al islam.

El primer ministro francés Manuel Valls ha sido enfático en cuanto al rechazo del término luego de los atentados de Charlie Hebdo. Más claro aún ha sido su asesor, el filósofo y estudioso del tema Pascal Bruckner, quien denunció que el neologismo fue creado a propósito para desviar la atención de las intenciones de los islamistas, puesto que «niega la realidad de una ofensiva islámica en Europa para justificarla; ataca el secularismo para equipararlo con un fundamentalismo. Sobre todo, intenta silenciar a aquellos musulmanes que cuestionan el Corán, que demandan igualdad de sexos, que reclaman el derecho a abandonar la religión, y que quieren practicar su fe libremente sin someterse a los dictados de los barbudos doctrinarios».También es objeto de controversia por parte de sectores de opinión que lo consideran un problema en la lucha contra el racismo y también en favor del laicismo.
Sin embargo, algunos críticos y académicos han señalado que la actitud crítica asumida por varios políticos occidentales que dicen condenar el término islamofobia, puede derivar a su vez en una forma de nueva gobernanza occidental que se basa en una neoislamofobia, la cual utiliza argumentos políticamente aceptables de liberalismo y laicismo social para buscar enmascarar el odio o la represión política hacia minorías étnicas o religiosas que profesan el islam o que rechazan el laicismo liberal moderno.

## Reacciones contra la islamofobia
Algunas organizaciones han protestado contra los actos de discriminación contra los musulmanes.

### Amnistía Internacional
La organización Amnistía Internacional se ha pronunciado contra la islamofobia, por ejemplo, en relación con la indumentaria islámica. Esta organización considera que «todas las personas tienen derecho a decidir si usar o no indumentaria o símbolos religiosos, y que deben tomar esa decisión sin sufrir discriminación, violencia ni coacción».
Esta organización lamentó que los votantes suizos decidiesen introducir en la Constitución la prohibición de construir minaretes en 2009. David Diaz-Jogeix, director adjunto del Programa Regional para Europa y Asia Central de Amnistía Internacional declaró: «El voto afirmativo resulta sorprendente y muy decepcionante. Es realmente escandaloso que Suiza, un país con una larga tradición de tolerancia religiosa y ofrecimiento de refugio a las personas perseguidas, haya aceptado una propuesta discriminatoria tan absurda».
Amnistía Internacional se ha pronunciado en contra de una votación celebrada en 2010 en la Cámara Baja del Parlamento belga, en la que se aprobó por abrumadora mayoría prohibir el uso en público de velos que cubran todo el rostro.

### Consejo Europeo
El Consejo Europeo ha incluido la islamofobia en la campaña No Hate Speech Movement que promueve la movilización de ciudadanos, especialmente entre los jóvenes, contra toda forma de intolerancia y, por otro lado, el seminario se incluye en las actividades educativas para combatir la discriminación hacia los musulmanes en Europa.[cita requerida]

### Iglesia católica
En relación con el referéndum para prohibir la construcción de minaretes de 2009 en Suiza, la Conferencia Episcopal suiza lamentó el resultado de la consulta, favorable a dicha prohibición. Su portavoz, Walter Müller, dijo que es «un obstáculo en el camino a la integración y al diálogo interreligioso en el respeto mutuo».[cita requerida]
El papa Francisco pidió en 2016 a Francia que permita a las mujeres musulmanas el uso del velo islámico.

### Naciones Unidas
El 15 de marzo de 2022, la Asamblea General de las Naciones Unidas aprobó una resolución presentada por Pakistán en nombre de la Organización para la Cooperación Islámica para declarar el 15 de marzo como el día mundial contra la islamofobia. El 15 de marzo de 2023, António Guterres, secretario general de la ONU declaró:"Este primer día dedicado a combatir la islamofobia es un llamamiento para erradicar el veneno del odio antimusulmán. La discriminación nos daña a todos y debemos combatirla. Hoy y siempre debemos oponernos a todas las fuerzas de división y reafirmar nuestra común humanidad".

## Islamofobia en obras de ficción
La película The Siege (Estado de sitio en España y Contra el enemigo en Hispanoamérica) (1998), dirigida por Edward Zwick, narra la reacción del Estado y la sociedad ante varios atentados terroristas islámicos en Estados Unidos, con un auge de la islamofobia y una restricción de los derechos civiles.
En la película V for Vendetta (2005), dirigida por el australiano James McTeigue, aparece una sociedad dictatorial ultraderechista en una Inglaterra del futuro, donde se margina y persigue a los musulmanes, estando incluso prohibida la posesión del Corán.
En la obra de teatro distópica Fahrenheit 56K (2009), de Fernando de Querol Alcaraz, se presenta una sociedad dictatorial donde se quiere prohibir el velo islámico (como ha sucedido en la vida real).
La película Mi nombre es Khan (2010), dirigida y escrita por Karan Johar, narra la historia de un hombre musulmán y su esposa en Estados Unidos después de los atentados del 11 de septiembre de 2001 con un auge de la islamofobia.